# Eerste vrijdag
De eerste vrijdag van de maand is in de Katholieke devotie de dag die toegewijd is aan het Heilig Hart van Jezus.
Er bestaat een opvatting dat, wie negen opvolgende eerste vrijdagen van de maand gebiecht had, de Mis bijwoonde en aldaar te communie ging, geen plotselinge en onvoorziene dood zou sterven, de Laatste Sacramenten zou ontvangen en in zijn sterfuur gesterkt zou worden door Gods bijzondere bijstand.

## Achtergrond
Deze devotie vindt haar ontstaan in uitspraken van Margaretha-Maria Alacoque, die naar verluidt een aantal verschijningen van Jezus Christus zou hebben beleefd. Op 16 juni 1675 zou Jezus aan haar een twaalftal beloften hebben gedaan. Deze hadden betrekking op de Heilig-Hartverering. Twee ervan luidden:
- Ik beloof jullie,  in de overvloedige genade van mijn hart dat mijn almachtige liefde en genade van berouw, toe zal komen aan zij die de Heilige Communie ontvangen op de eerste vrijdag gedurende 9 opeenvolgende maanden. Zij zullen niet sterven zonder mijn genade of zonder de Sacramenten te hebben ontvangen. Mijn toegewijde hart zal een veilige haven zijn in het laatste moment.

- De almachtige liefde van mijn hart zal over hen komen die de Heilige Communie ontvangen op de eerste vrijdag van de maand gedurende 9 opeenvolgende maanden. Zij zullen niet sterven zonder mijn liefde en niet zonder de sacramenten te ontvangen. Mijn hart is een veilige haven in het laatste uur.

Deze verschijningen en de daaraan verbonden boodschap, aanvankelijk niet erkend door de katholieke Kerk, werden vanaf 1677 door Margaretha's biechtvader, de Jezuïet Claude de la Colombière, gepropageerd en niet lang daarna door de Kerk erkend.

## Trivia
Ook lagereschoolkinderen gingen aldus in groten getale ter kerke om de vroegmis bij te wonen en konden dan op een soort strippenkaart laten aftekenen dat ze tijdens opeenvolgende eerste vrijdagen de Mis hadden bijgewoond. Indien men echter – door ziekte bijvoorbeeld – een keer niet aanwezig kon zijn, moest men weer van voor af aan opnieuw beginnen.